# Бертон Гордон Малкіел
Бертон Гордон Малкіел (нар. 28 серпня 1932) — американський економіст і письменник, найбільш відомий своєю класичною книгою про фінанси "Випадкова прогулянка по Уолл-стріт " (вперше опублікована в 1973 році). Він є провідним прихильником гіпотези ефективного ринку, яка стверджує, що ціни на публічні активи відображають всю загальнодоступну інформацію, хоча він також зазначив, що деякі ринки, очевидно, неефективні, демонструючи ознаки невипадкового блукання .
Малкіель є професором економіки голови Chemical Bank у Принстонському університеті та двічі головою кафедри економіки. Він був членом Ради економічних радників (1975—1977), президентом Американської фінансової асоціації (1978) та деканом Єльської школи менеджменту (1981—1988). Він також провів 28 років на посаді директора групи «Авангард» . Зараз він обіймає посаду директора з інвестицій у фінансовому консультанті з програмного забезпечення Wealthfront Inc. і є членом інвестиційної консультативної ради з перебалансування.
Малкіель загалом підтримує купівлю та утримання індексних фондів як найефективнішу стратегію управління портфелем, але вважає, що життєздатним є активне управління «по краях» такого портфеля, оскільки фінансові ринки не є повністю ефективними. В інтерв'ю 2020 року Малкіель також заявив, що в принципі не проти інвестування або торгівлі в одиничні акції (як прикладом є популярність Robinhood), за умови, що переважна більшість його портфеля становлять індексні фонди.
У 2001 році Малкіль був обраний до Американського філософського товариства .

## Життя та кар'єра
У 1949 році Малкіель закінчив Бостонську латинську школу, а потім здобув ступінь бакалавра (1953) та MBA (1955) у Гарвардському університеті . Спочатку він займався бізнесом, але завжди цікавився академічною економікою і зрештою отримав ступінь доктора філософії. отримав ступінь з економіки в Принстонському університеті в 1964 році після завершення докторської дисертації під назвою «Проблеми в структурі фінансових ринків».
У 1954 році він одружився з Джудіт Атертон Малкіл; у них був син Джонатан. Після смерті дружини у 1987 році одружився з Ненсі Вайс у 1988 році, деканкою коледжу Прінстонського університету з 1987 по 2011 рік.
Він служив першим лейтенантом в армії Сполучених Штатів з 1955 по 1958 рік.
Малкіел входить до складу консультативної групи компанії Research Affiliates, що займається управлінням інвестиціями Роберта Д. Арнотта . До хобі Малкіля належать ігри в казино та ставки на скачки, до яких він застосовує математичний та статистичний аналіз.

## Відомі роботи
На додаток до кількох книг, він також написав впливові статті, зокрема «Оцінка акцій закритих інвестиційних компаній», Journal of Finance (1977). У цій статті обговорювалася загадка того, чому компанії із закритими фондами зазвичай торгують за ринковою вартістю, нижчою, ніж чиста вартість їхніх активів. Якщо вартість чистих активів і ринкова капіталізація є лише двома способами вимірювання одного і того ж, то чому між ними існує послідовна різниця?
22 липня 2005 року Малкіель пішов у відставку після 28 років роботи на посаді директора Vanguard Group і довіреної особи взаємних фондів Vanguard, але залишається тісно пов'язаним з Vanguard через схожу філософію інвестування Vanguard. У "Випадковій прогулянці по Уолл-стріт " він часто згадує «Авангард».
Малкіель також є директором з інвестицій Wealthfront, автоматизованої служби інвестицій та заощаджень, заснованої в 2008 році, зараз під управлінням якої знаходиться 10 мільярдів доларів США.